# خفاش انگشت‌دراز میجر
خفاش انگشت‌دراز میجر (نام علمی: Miniopterus majori) نام یک گونه از سرده خفاش‌های بال‌خمیده است.